# Spencer O. Fisher

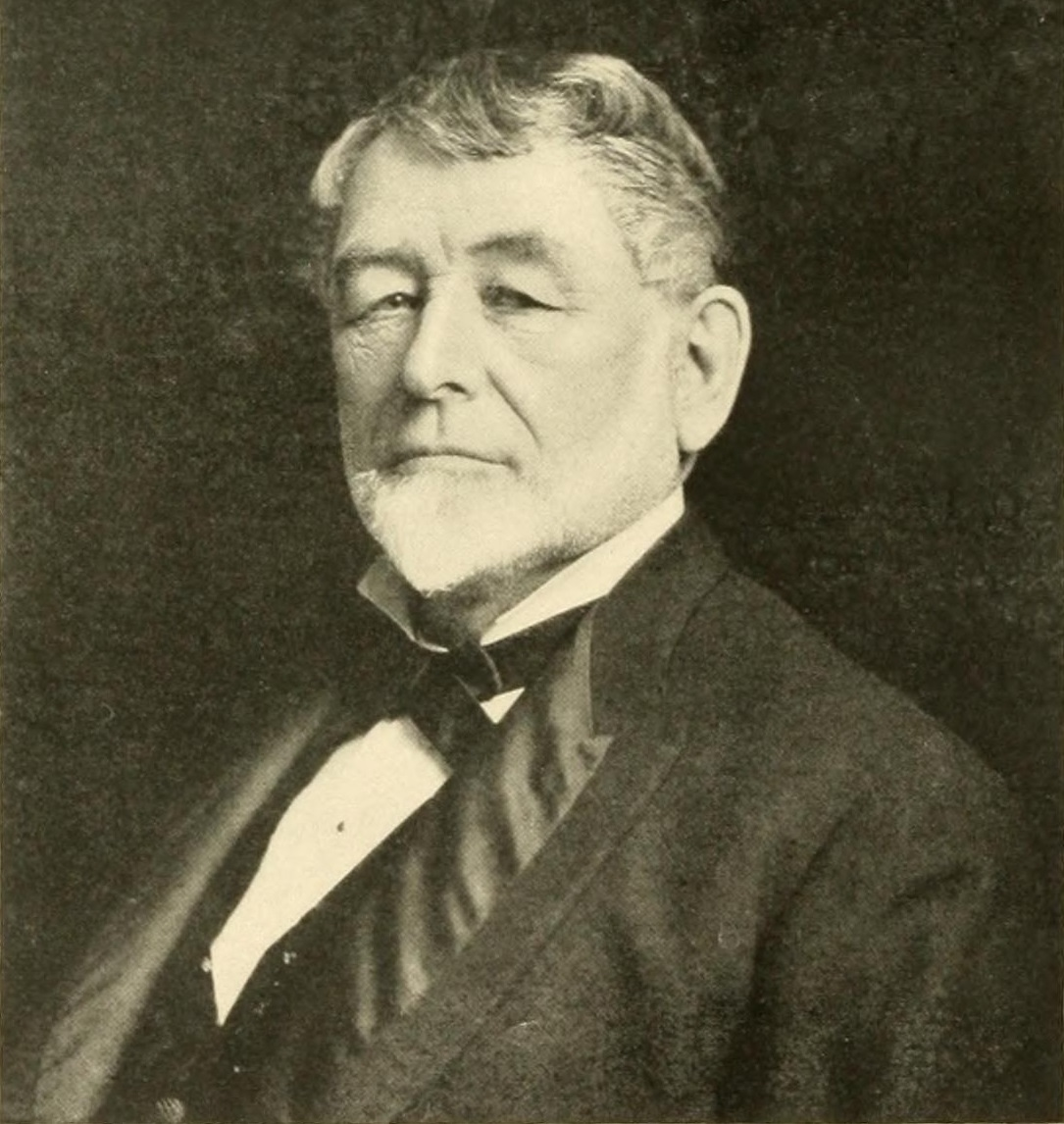
Spencer O. Fisher

Spencer Oliver Fisher (* 3. Februar 1843 in Camden, Hillsdale County, Michigan; † 1. Juni 1919 in Bay City, Michigan) war ein US-amerikanischer Politiker. Zwischen 1885 und 1889 vertrat er den Bundesstaat Michigan im US-Repräsentantenhaus.

## Werdegang
Spencer Fisher besuchte die öffentlichen Schulen seiner Heimat sowie das Albion College und das Hillsdale College. Danach war er in West Bay City, das heute ein Ortsteil von Bay City ist, in der Holzbranche und im Bankengewerbe tätig. Politisch wurde er Mitglied der Demokratischen Partei. Zwischen 1881 und 1884 war er Bürgermeister von West Bay City. Im Jahr 1884 nahm Fisher als Delegierter an der Democratic National Convention in Chicago teil, auf der Grover Cleveland als Präsidentschaftskandidat nominiert wurde.
Bei den Kongresswahlen des Jahres 1884 wurde Fisher im zehnten Wahlbezirk von Michigan in das US-Repräsentantenhaus in Washington, D.C. gewählt, wo er am 4. März 1885 die Nachfolge des Republikaners Herschel H. Hatch antrat. Nach einer Wiederwahl im Jahr 1886 konnte er bis zum 3. März 1889 zwei Legislaturperioden im Kongress absolvieren. Bei den Wahlen des Jahres 1888 unterlag er dem Republikaner Frank W. Wheeler.
Nach seinem Ausscheiden aus dem US-Repräsentantenhaus nahm Fisher seiner früheren Tätigkeiten wieder auf. Im Jahr 1894 kandidierte er für das Amt des Gouverneurs von Michigan, verlor aber mit 31,4 Prozent der Stimmen deutlich gegen den republikanischen Amtsinhaber John Tyler Rich. Er starb am 1. Juni 1919 in Bay City.